# Grallistrix
Grallistrix (гавайська сова) — вимерлий рід совоподібних птахів родини совових (Strigidae). Представники цього роду були ендеміками Гавайських островів.

## Опис
Гавайські сови були описані за викопними рештками, знайденими на Гаваях. За морфологією вони були дуже схожими на представників роду Сова (Strix), однак мали помітно довші і більш міцні лапи, коротші крила і більш струнку будову тіла. Череп і нижня частина дзьоба у них були вузькі. За розмірами вони були подібними до сірих сов. 
Гавайські сови жили в густих тропічних лісах, що пояснює їх будову тіла. Через відсутність на островах дрібних ссавців, вони полювали до дрібних, рухливих співочих птахів, що вели денний спосіб життя, зокрема на мамоєвих. Їх морфологічні особливості — довгі лапи і короткі, округлі крила є адаптацією до полювання на дрібних птахів. Подібні риси спостерігалися також у сов з роду Mascarenotus та у лісового луня (Circus dossenus). Гавайські сови, ймовірно, гніздилися на землі, що призвело до їх вимирання після появи на островах малих пацюків.

## Види
Рід нараховував чотири види:
- Grallistrix auceps (Кауаї)
- Grallistrix erdmani (Мауї)
- Grallistrix geleches (Молокаї)
- Grallistrix orion (Оаху)

Ймовірно, гавайські сови є нащадками одного виду з роду Strix, який заселив Гавайські острови. На найбільшому острові Гаваї не був знайдений жоден вид цього роду. Найбільшою гавайською совою представником був Grallistrix geleches, за ним слідує Grallistrix auceps. Найменшим представником роду був Grallistrix erdmani, однак Grallistrix orion був ненабагато більшим за нього.
Існування чотирох видів гавайських сов є особливо прикметним, враховуючи, що чотири гавайські острови, на яких вони були знайдені, в плейстоцені були пов'язані між собою і являли один острів Мауї-Нуї Можливо, вони розділилися пізніше, або існували симпатрично, однак доказів цього не було знайдено.